# Naděžda Kniplová
Naděžda Kniplová (nascuda Pokorná) (Ostrava, 18 d'abril de 1932 – 14 gener de 2020) va ser una soprano txeca que va tenir una carrera internacional activa dels anys 1950 als 1980. Kniplová posseïa una veu gran amb un sonor, metàl·lic i fosc timbre que era particularment ben rebut en el repertori de soprano dramàtica. Va ser sobretot admirada en les òperes txeques i les heroïnes wagnerianes, però va cantar un repertori ample que també comprenia l'italià, els rus, i fins i tot en llengua hongaresa. Una actriu bona, les seves actuacions van ser elogiades per la seva intensitat i patetisme. La seva veu és conservada en un bon nombre d'enregistraments que va fer en els segells Supraphon i Decca.